# Mornariško patruljno letalo
Mornariško patruljno letalo je vrsta vojaškega palubnega letala, katerega namen je:
- opazovanje aktivnosti na morski površini
- iskanje, sledenje in uničenje sovražnikovih podmornic.